# The Alchemist's Euphoria
The Alchemist's Euphoria è il settimo album in studio del gruppo musicale britannico Kasabian, pubblicato il 12 agosto 2022 da Sony Music.

## Descrizione
Pubblicato a cinque anni di distanza dal precedente lavoro For Crying Out Loud, è il primo album del gruppo ad avere Sergio Pizzorno come unica voce principale a seguito dell'abbandono del frontman Tom Meighan. È anche il primo album a presentare il chitarrista Tim Carter come membro ufficiale del gruppo.
Il disco è stato prodotto da Sergio Pizzorno e Fraser T. Smith. La data di uscita dell'album, inizialmente prevista per il 5 agosto 2022, è stata posticipata di una settimana a causa di problemi relativi alla produzione dei vinili.

## Stile e influenze
Secondo Clash, il disco mescola rock, hip hop, elettronica e musica psichedelica, e si ispira ad artisti molto differenti tra loro come Pink Floyd e Kendrick Lamar. Sempre Clash lo descrive come un «coraggioso reinventarsi» del gruppo, mentre Classic Rock critica la scelta di aver «scartato» l'indie e la musica da rave. L'album presenta inoltre forti sonorità techno, hard rock, soul ed elettropop.

## Tracce
Testi e musiche di Sergio Pizzorno.
1. Alchemist – 2:39
2. Scriptvre – 3:49
3. Rocket Fuel – 3:02
4. Strictly Old Skool – 3:07
5. Alygatyr – 3:45
6. Æ Space – 0:48
7. The Wall – 3:29
8. T.U.E (The Ultraview Effect) – 5:45
9. Stargazr – 4:56
10. Chemicals – 3:31
11. Æ Sea – 0:33
12. Letting Go – 3:03

## Formazione
Hanno partecipato alle registrazioni, secondo le note di copertina:
Gruppo
- Sergio Pizzorno – voce, chitarra, basso, sintetizzatore, pianoforte, drum machine
- Chris Edwards – basso, cori
- Ian Matthews – batteria, percussioni
- Tim Carter – chitarra, organo, percussioni aggiuntive, drum machine

Altri musicisti
- Fraser T Smith – tastiera, basso e drum machine aggiuntivi

Produzione
- Sergio Pizzorno – produzione, missaggio (tracce 6, 9-12)
- Fraser T Smith – produzione, ingegneria del suono
- Tim Carter – produzione aggiuntiva e programmazione (tracce 6, 9, 11 e 12), missaggio (tracce 6, 9-12)
- Mark "Spike" Stent – missaggio (tracce 1-5, 7 e 8)
- Matt Colton – mastering
- Stephen McLaughlin – missaggio (tracce 6, 9-12)

## Classifiche
| Classifica (2022) | Posizione massima |
| ----------------- | ----------------- |
| Belgio (Vallonia) | 101               |
| Germania          | 63                |
| Giappone          | 69                |
| Irlanda           | 80                |
| Regno Unito       | 1                 |
| Svizzera          | 26                |